# Heinrich Mattar
Heinrich Mattar (* 11. März 1881 in Köln; † 20. April 1951 in Linz am Rhein) war ein deutscher Architekt, der ab 1908 gemeinsam mit Eduard Scheler in der Architektensozietät Mattar & Scheler zahlreiche Bauten plante und ausführte, unter anderem im zeitgenössischen Heimatschutzstil.

## Leben
Mattar war ein Sohn des aus Eupen stammenden Tuchhändlers Eduard Mattar und dessen Ehefrau Maria geborene Foveaux aus Köln. Sein Bruder, Stephan Mattar (1875–1943), war ebenfalls ein in Köln und Umgebung tätiger Architekt.:5
Mattar studierte an der Technischen Hochschule Berlin-Charlottenburg und an der Technischen Hochschule München. Ab 1905 war er als Mitarbeiter in einem Architekturbüro tätig, 1907 eröffnete er ein eigenes Büro in Köln, das er ab 1908 gemeinsam mit Eduard Scheler führte.:5 Mitte der 1920er Jahre war Mattar in Linz am Rhein (Kirchplatz 10) wohnhaft und führte von dort aus auch ein Zweigbüro.:8
Mattar starb 1951 im Alter von 70 Jahren und wurde in der Familiengrabstätte auf dem Kölner Melaten-Friedhof beigesetzt.

## Bauten und Entwürfe
(bis zur Gründung des Büros Mattar & Scheler 1908)
- 1905: Wettbewerbsentwurf für die Gaststätte Königsforst in Köln-Rath (prämiert mit dem 2. Preis)[3]
- 1907: Wettbewerbsentwurf für ein Gesellschaftshaus für den Bürgerverein in Bonn (ein Preis)[3]
- 1908: Wettbewerbsentwurf für das Gesellschaftshaus Constantia in Neuss (prämiert mit dem 1. Preis)[3]
- 1908: Wettbewerbsentwurf für eine Kirche in Berlin-Schöneberg (zum Ankauf empfohlen)[3]